# NGC 3311
NGC 3311是一個超巨大橢圓星系（cD型星系），位於長蛇座，距離地球約1億9000萬光年。
天文學家約翰·赫歇爾於1835年3月30日發現NGC 3311。NGC 3311是長蛇座星系團中最亮的成員，與NGC 3309成一對佔據了長蛇座星系團的中心區域。
NGC 3311周圍環繞著一個豐富而廣闊的球狀星團系統，可與室女座星系團中M87相媲美。

NGC 3311有一個弱無線電源，6公分總通量密度為0.3揚斯基。